# Antonio Rezk
Antonio Rezk (Marília, 10 de maio de 1933 – São Paulo, 12 de agosto de 2005), foi um político e escritor brasileiro, ex-deputado estadual e ex-vice-presidente da União Brasileira de Escritores.

## Biografia
Nascido em Marília, São Paulo, em 1933, numa família de raízes sírias, formou-se como técnico de contabilidade pela Escola de Comércio 30 de Outubro e em Estudos Sociais, pela Faculdade de Ciências e Letras de Ribeirão Pires. Foi casado com Elza Chaim Rezk, com quem teve seus quatro filhos, Eduardo Abrahão, Marcelo, Adriano Antônio e Cláudio.
Rezk participou ativamente em movimentos políticos e sociais. Destacou-se nas lutas da  resistência à ditadura militar. Iniciou sua carreira parlamentar como vereador na cidade de São Paulo em 1975, pelo MDB (Movimento Democrático Brasileiro), do qual foi um dos fundadores, e já no ano seguinte foi escolhido  pela Associação dos Jornalistas Credenciados da Câmara como o vereador mais atuante. Eleito deputado estadual em 1978 pelo mesmo partido, exerceu dois mandatos consecutivos (1979 a 1986).
Com a redemocratização do País, teve atuação destacada na organização do Partido Comunista Brasileiro (PCB), integrando a Comissão Executiva Nacional e, depois (1987 a 1989), a presidência do Diretório Estadual de São Paulo. No pleito de 15 de novembro de 1986, candidatou-se novamente ao Palácio 9 de Julho, mas apesar de ter sido o mais votado do seu partido, com 13.585 votos, o PCB não obteve o coeficiente eleitoral e não conseguiu eleger nenhum deputado. Entre outros cargos executivos, foi secretário da Fazenda de Osasco de 1977 a 1979, e diretor administrativo e financeiro da Fundação Seade.
Formado em estudos sociais, Antonio Rezk publicou vários livros, entre os quais A Cidade (1989) e A Revolução do Homem (2002). Foi o fundador, em 1992, juntamente com um grupo de intelectuais de São Paulo, do MHD - Movimento Humanismo e Democracia, do qual era o coordenador nacional. Também foi um dos fundadores do IPSO - Instituto de Pesquisas e Projetos Sociais e Tecnológicos, que presidia. Era também vice-presidente da UBE – União Brasileira de Escritores e do Instituto Astrogildo Pereira, além de membro do conselho editorial da revista Novos Rumos.
Faleceu aos 72 anos, vítima de um aneurisma da aorta.